# Ein Zirkus und ein Halleluja
Ein Zirkus und ein Halleluja (Originaltitel: I vendicatori dell'Ave Maria) ist eine Italowestern-Komödie von Bitto Albertini, deren deutschsprachige Erstaufführung im Privatfernsehen am 20. September 2005 erfolgte.

## Handlung
Die Leute vom Zirkus ‚Splendor‘ werden zu Zeiten des Kalifornischen Goldrausches im Städtchen Goldfield Zeuge eines Überfalls, den offenbar einige Mexikaner durchführen. Tatsächlich sind es verkleidete Yankees, die der mächtige Parker engagiert hat, dessen Sohn verletzt zurückbleibt und eingesperrt wird. Das nimmt Parker freudig zum Anlass, den Mitbesitzer der ihm eigenen Goldmine, Sheriff Wilson, aus dem Wege zu räumen. Die Akrobaten des Zirkus helfen nun Katie, der Tochter des Sheriffs, da auch der Gouverneur nichts zur Erhellung der Vorgänge beitragen kann, mit den Bedrängungen des mittlerweile gar zum Bürgermeister installierten Parker fertigzuwerden. Zusammen mit einem richtigen mexikanischen Rebellen, Pedro Serrano, können sie Katie helfen, die Böslinge in die Schranken zu weisen.

## Kritik
Es handle sich um einen „Spaghetti-Western in gewöhnungsbedürftigem Ambiente, der die üblichen Schießereien mit artistischen Einlagen garniert.“, schreibt das Lexikon des internationalen Films. Neben den artistischen Attraktionen habe „der stark komödiantisch akzentuierte Film recht wenig zu bieten“, meint Christian Keßler.

## Bemerkungen
Darsteller Attilio Dottesio war, wie bei etlichen Filmen der 1970er Jahre, auch als Produktionsleiter des Werks tätig.
Die Filmmusik besteht aus verschiedenen Stücken, die für andere Filme geschrieben wurden.